# The Lovers (film, 2017)
Pour les articles homonymes, voir The Lovers.
Pour plus de détails, voir Fiche technique et Distribution.
The Lovers est une comédie romantique américaine réalisée et écrite par Azazel Jacobs, sortie en 2017. Le film met en vedette Debra Winger, Tracy Letts, Aidan Gillen, Melora Walters, Tyler Ross et Jessica Sula.
Il a été présenté en avant-première mondiale au Festival du film de Tribeca le 22 avril 2017, puis est sorti en salles le 5 mai 2017, distribué par A24.

## Synopsis
Un couple marié de longue date, en instance de divorce, voit renaître entre eux des sentiments inattendus et retombe peu à peu amoureux.